# Ковальчук, Зиновий Степанович
Зиновий Степанович Ковальчук (укр. Зиновій Степанович Ковальчук; род. 14 марта 1936, с. Старовойтово, Волынское воеводство, Польша) — советский украинский партийный и государственный деятель. Депутат Верховного Совета СССР XI созыва. Кандидат в члены ЦК КП Украины (1986—1990).

## Биография
Родился 14 марта 1936 в селе Старовойтово Волынского воеводства Польши (ныне село в составе Ровненской сельской общины Ковельского района Волынской области Украины).
В 1956 году — слесарь, механик машинно-тракторной станции Волынской области. В 1956—1958 г. — служба в Советской армии.
С 1958 г. — на комсомольской работе.
С 1959 года стал членом КПСС.
Окончил Львовский сельскохозяйственный институт.
В 1965—1973 г. — секретарь районного комитета КПУ Волынской области; 1-й секретарь Волынского областного комитета ЛКСМУ; заместитель заведующего отделом Волынского областного комитета КПУ.
В 1973—1974 — председатель исполнительного комитета Луцкого районного Совета депутатов трудящихся Волынской области.
В 1974—1979 — 1-й секретарь Луцкого районного комитета КПУ Волынской области.
С 5 апреля 1979 по 4 января 1984 — секретарь Волынского областного комитета КПУ.
С 4 января 1984 по 4 июля 1987 — 1-й секретарь Волынского областного комитета КПУ. Снят с должности «как не справившийся со своими обязанностями».
Потом — на пенсии в городе Луцке.

## Награды
- ордена
- медали